# Clovia antankara
Clovia antankara är en insektsart som beskrevs av Jacobi 1917. Clovia antankara ingår i släktet Clovia och familjen spottstritar. Inga underarter finns listade i Catalogue of Life.